# 巴特伊施尔

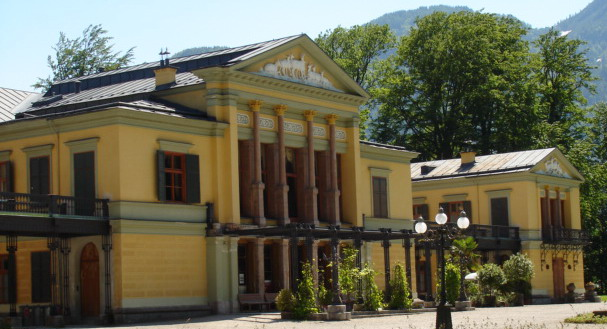
皇帝别墅

巴特伊施尔（德語：Bad Ischl）是奥地利的一座温泉小镇，位于上奥地利州南部的萨尔茨卡默古特地区中心，特劳恩河河畔。
1849年，奧地利皇帝弗朗茨·约瑟夫选择在此建立夏宫。1853年8月19日，弗朗茨·约瑟夫和茜茜公主在此举行订婚仪式。1854年，皇帝的母亲苏菲，将别墅送给皇帝作为结婚礼物。别墅成为皇室的夏季居所；弗朗茨约瑟夫称之为“地上的天堂”。
1914年7月28日，弗朗茨·约瑟夫在皇帝别墅签署对塞尔维亚王国宣战声明，标志第一次世界大战的开始。次日他就离开了巴特伊施尔，再也没有返回。皇帝别墅仍然是哈布斯堡家族的产业，但是其中一部分对公众开放。